# Martelberg

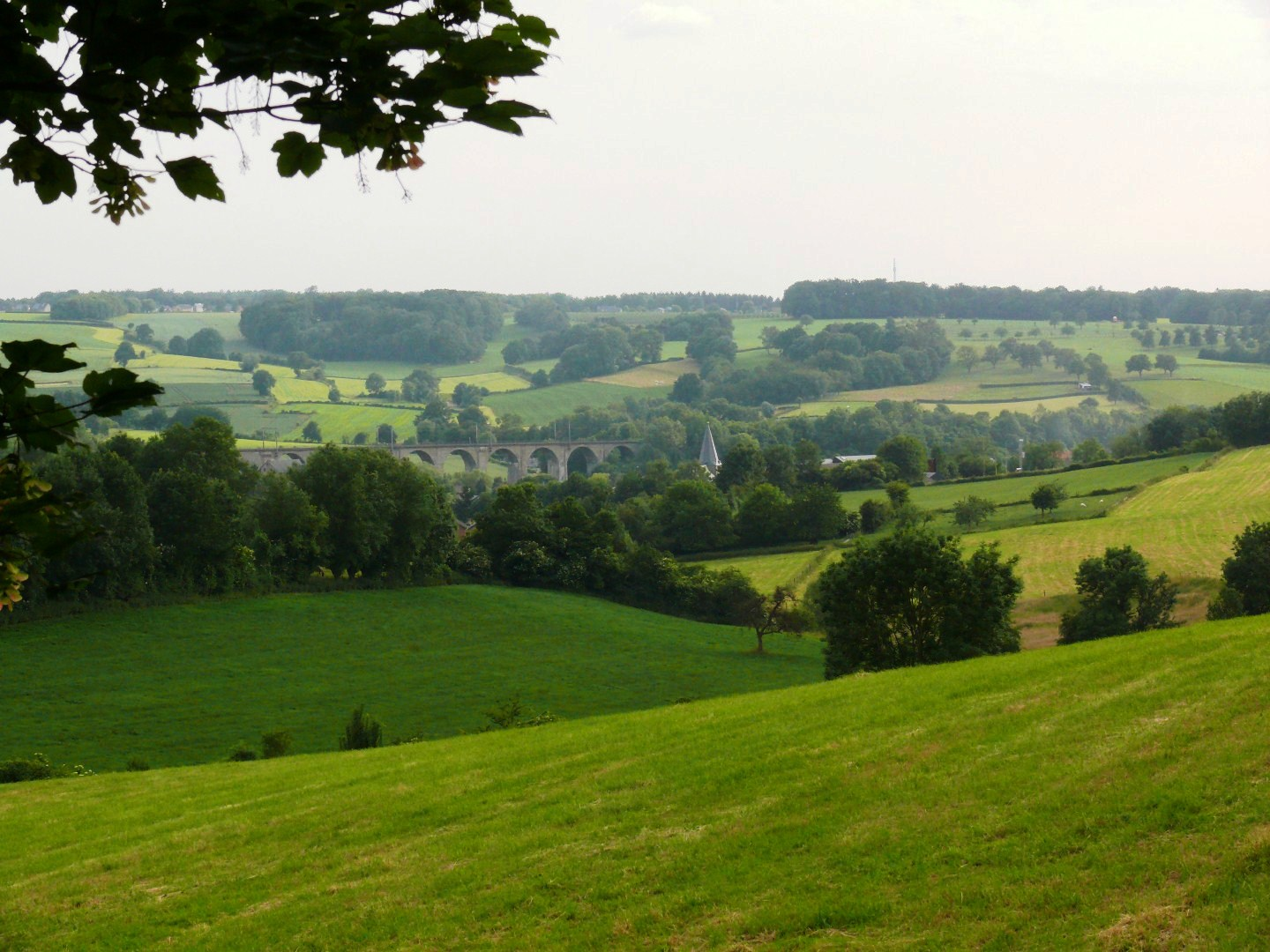

De Martelberg is een helling ten noordoosten van Sint-Martens-Voeren in België.
Deze helling bevat een aantal parallelle graften, welke voorzien zijn van houtwallen en sedert 1990 een beschermd landschap vormen. Diverse planten en dieren, waaronder de das, komen hier voor.